# Nils Afzelius
Nils Arvid Afzelius, född 21 januari 1894 i Stockholm, död där 20 december 1970, var en svensk litteraturforskare och biblioteksman. Han var son till Arvid Afzelius och far till Björn Afzelius.

## Biografi
Afzelius avlade studentexamen 1912, filosofie kandidatexamen i Uppsala 1915 och filosofie licentiatexamen 1922. Han blev andre bibliotekarie vid Kungliga biblioteket i Stockholm 1931 och befordrades till förste bibliotekarie 1945. Från 1921 svarade han för utgivningen av Svensk litteraturhistorisk bibliografi (i Samlaren) och gav åren 1928–1935 ut Svensk musikhistorisk bibliografi (i Svensk tidskrift för musikforskning).
Afzelius gjorde framstående insatser som bibliograf, utgivare och textkritiker. Bland hans bibliografiska verk märks porträtt av Jacob Wallenberg, Erik Axel Karlfeldt och Klara Johanson. Bland hans övriga verk märks Myt och bild: studier i Bellmans dikt (1945), där han motverkade övertolkningen av realismen i Bellmans diktning.
Afzelius promoverades till filosofie hedersdoktor vid Uppsala universitet 1949. Han invaldes som ledamot av Samfundet för utgivande av handskrifter rörande Skandinaviens historia 1952.
Nils Afzelius är begraven på Norra begravningsplatsen utanför Stockholm.

## Översättningar
- Georg Büchner: Leonce och Lena: ett lustspel ; Woyzeck: en tragedi (monotypier av Endre Nemes, Bibliofila klubben, 1949)
- Pierre Volboudt: Bellman genom franska ögon (1953)